# دفاع غیرنظامی (فیلم)
دفاع غیرنظامی با نام اصلی مراقبین حمله هوایی (انگلیسی: Air Raid Wardens) یک فیلم کمدی آمریکایی به کارگردانی ادوارد سجویک است که در سال ۱۹۴۳ منتشر شد.

## بازیگران
- استن لورل
- اولیور هاردی
- ادگار کندی
- جکلین وایت
- استیون مک‌نالی
- نلا واکر
- دونالد میک
- هنری اونیل
- هوارد فریمن
- پال استانتون
- رابرت اِمِـت اوکانر
- ویلیام تنن
- راسل هیکس
- فیلیپ فن زانت
- فردریک ورلاک
- چارلز کلمن
- دان کاستلو
- جو یول
- بابی برنز